# Curzola (città)
Curzola (in croato Korčula) è la maggiore città dell'isola di Curzola in Croazia e, al censimento del 2021, contava 5 419 abitanti.

## Storia

### La colonia greca: Korkyra Melaina
Secondo la mitologia, la città di Curzola nasce come città greca: secondo il mito, essa fu fondata dall'eroe troiano Enea o dal suo amico Antenore.
Storicamente, Curzola fu fondata dai greci di Cnido con il nome di Korkyra Melaina ("Corcira la Nera"), lo stesso con cui chiamavano l'isola, per via dei fitti boschi e in relazione con la più celebre e meridionale Kerkyra (Corcira, oggi Corfù).
Manufatti greci, comprese lapidi in marmo scolpito, si possono trovare nel locale museo.
Un'iscrizione su pietra trovata a Lumbarda (psephisma di Lombarda) e che è il più antico monumento in pietra scritto in Croazia, ricorda che i coloni greci di Issa fondarono un'altra colonia sull'isola di Curzola nel III secolo a.C. Le due comunità vissero pacificamente fino alle guerre illiriche (220 - 219 a.C.).

### Epoche successive
Curzola fu sede vescovile dal 1300 al 1828.
Fu un comune della provincia di Spalato, suddivisione amministrativa del Governatorato della Dalmazia, parte del Regno d'Italia dal 1941 al 1943.

## Monumenti e luoghi d'interesse
Nelle vicinanze della cattedrale di San Marco evangelista, ci sarebbe quella che alcuni considerano la casa di Marco Polo, tuttavia si tratta di un falso storico.

## Società

### Evoluzione demografica
Abitanti censiti

### La presenza autoctona di italiani
È presente una piccola comunità di italiani autoctoni che rappresentano una minoranza residuale di quelle popolazioni italiane che abitarono per secoli la penisola dell'Istria e le coste e le isole del Quarnaro e della Dalmazia, territori per secoli della Repubblica di Venezia. La presenza di italiani a Curzola è drasticamente diminuita in seguito all'esodo giuliano dalmata, che avvenne dopo la seconda guerra mondiale e che fu anche cagionato dai "massacri delle foibe".
Gli italiani fino alla fine dell'ottocento costituirono più della metà della popolazione. Si concentravano nella quasi totalità nella cittadina di Curzola e nella vicina frazione di Petrara. I rappresentanti politici dei curzolani di lingua italiana erano i membri della famiglia dei conti Smerchinich. Nel 1867 uno Smerchinich venne eletto deputato italiano al parlamento di Vienna. 
Il numero degli italiani andò sempre decrescendo fino ad arrivare al 1910 dove gli italofoni risultarono circa il 25% a Curzola e il 15% a Petrara. Dopo la fine della prima guerra mondiale, si accesero incidenti tra la popolazione di madrelingua croata e quella italiana. Il 4 novembre 1918, la Regia Marina italiana occupò la città. Molti, all'epoca, davano per certa anche una spedizione dannunziana a Curzola, analoga alla vicenda di Fiume. Tuttavia, nel 1921, l'Italia rinunciò all'isola e si ritirò, gettando nello sconforto la popolazione italiana locale, composta ancora da circa 900 persone.
L’annessione della città con l’isola al Regno di Jugoslavia, provocò un massiccio esodo dei curzolani italiani. Nel 1921 risultavano solo 180 italiani e nel 1923 il numero scese drasticamente ancora facendo risultare la comunità italiana di soli 46 persone. Al termine della seconda guerra mondiale quasi tutti i rimasti scelsero la via dell’esilio verso l’Italia e l’estero.
Oggi, secondo il censimento ufficiale croato del 2011, è presente una piccola comunità di italiani, lo 0,07% della popolazione.

### Lingue e dialetti
| %      | Ripartizione linguistica (gruppi principali) |
| ------ | -------------------------------------------- |
| 0,16%  | madrelingua bosniaca                         |
| 0,25%  | madrelingua tedesca                          |
| 97,09% | madrelingua croata                           |
| 0,09%  | madrelingua italiana                         |
| 0,19%  | madrelingua slovena                          |
| 0,46%  | madrelingua albanese                         |
| 0,37%  | madrelingua serba                            |

## Geografia antropica

### Località
La città di Curzola è suddivisa in 5 frazioni (naselja) di seguito elencate. Tra parentesi il nome in lingua italiana.
- Čara (Carra[13], Chiara[14] o Ciara): 616 ab.
- Korčula (Curzola), sede comunale: 2.856 ab.
- Pupnat (Pupnatta[15] o Pupnata[16]): 391 ab.
- Račišće (Raciste[17][18] o Racischie[19]): 432 ab.
- Žrnovo (Zernova[20][21]): 1.368 ab.

## Galleria d'immagini

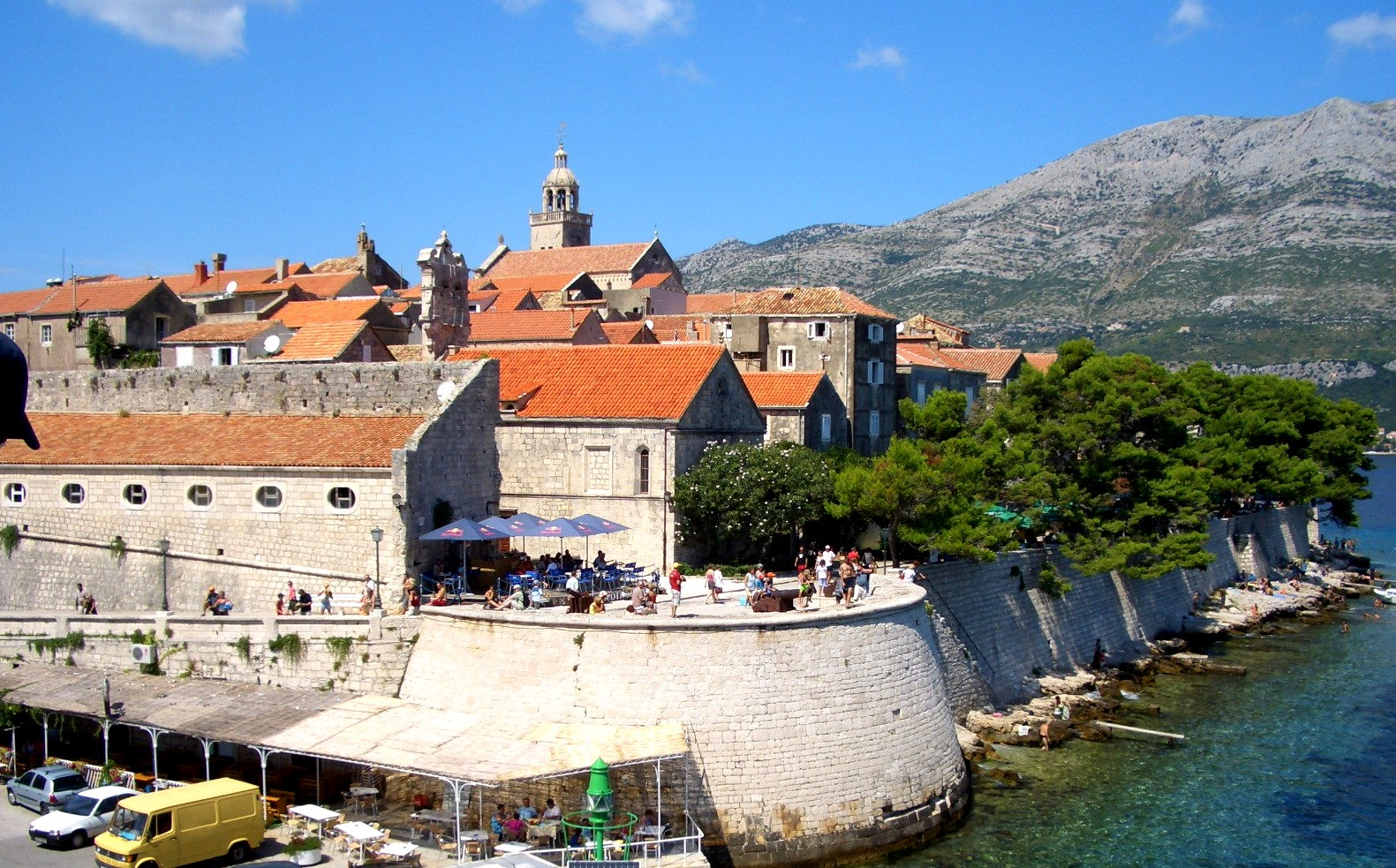
Bastioni del porto
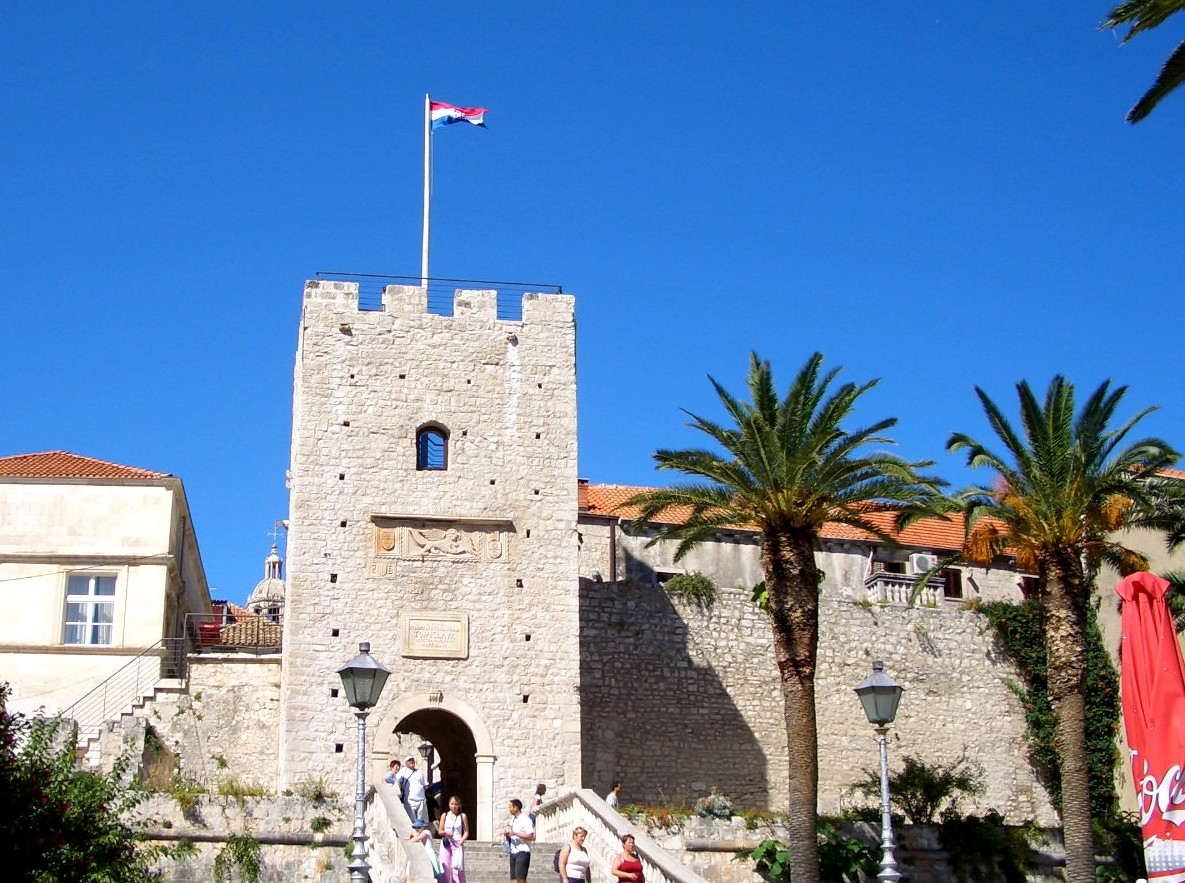
Porta Meridionale
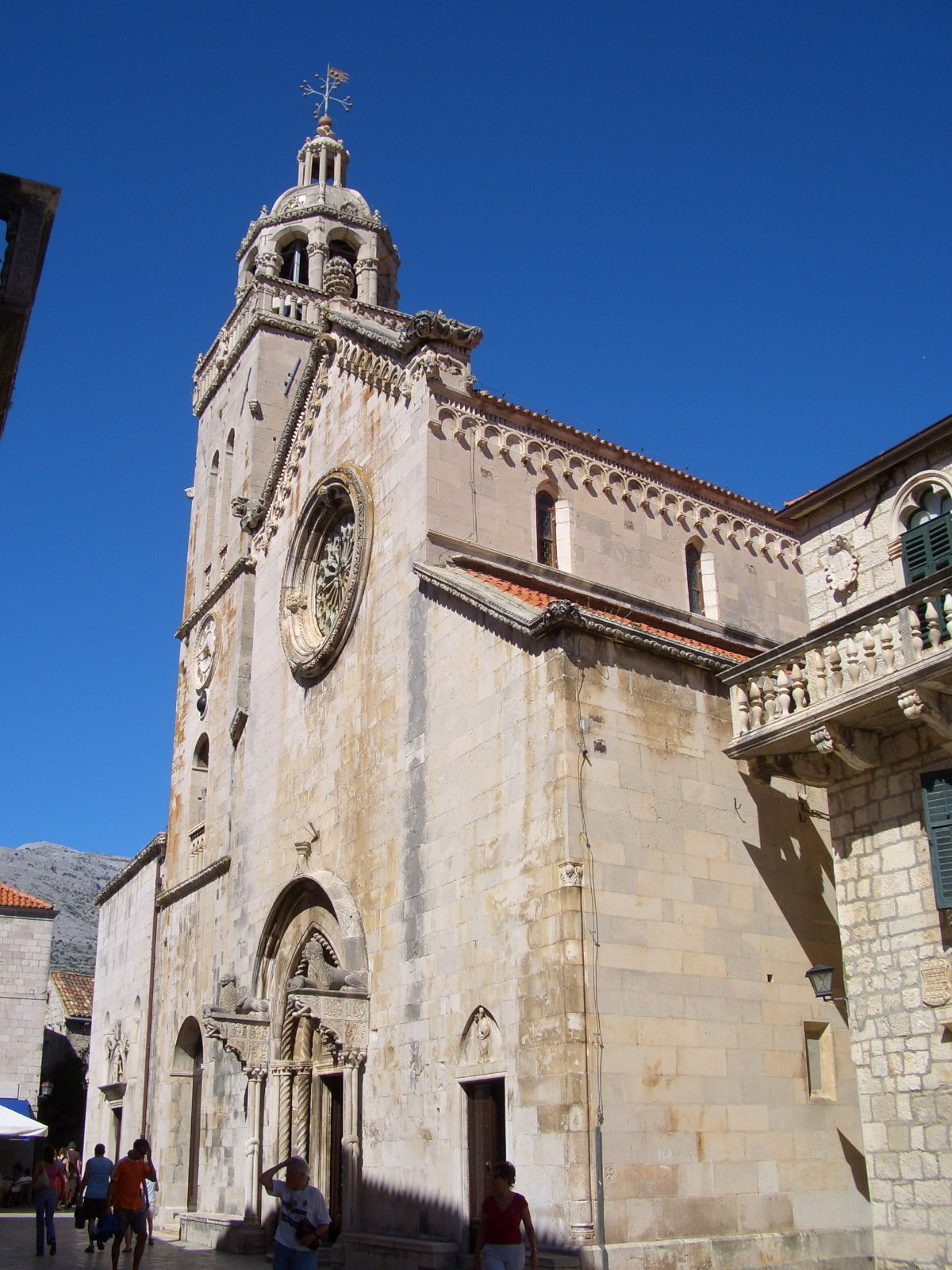
Cattedrale